# Cnemaspis permanggilensis
Cnemaspis permanggilensis är en ödleart som beskrevs av  Grismer och DAS 2006. Cnemaspis permanggilensis ingår i släktet Cnemaspis och familjen geckoödlor. Inga underarter finns listade i Catalogue of Life.